# Micromax
Micromax (Scott Wright) é um personagem ficcional, um superherói mutante do Universo Marvel. Apareceu primeiramente em Excalibur vol. 1 # 44.

## História
Scott foi visto primeiramente confundindo Rachel Summers com um assaltante. Logo depois foi chamado para uma missão desastrosa junto com seu oficial, o Brigadeiro Theobold Blott, e diversos psíquicos e uma equipe do oficial da F.I.6. Foram verificar roubos que haveriam acontecido por meio de Necrom, um ser muito poderoso. Micromax era único a sobreviver a missão, devido a suas habilidades ,incríveis. Ele encolheu rápido e saiu do local, antes que morresse. Necrom ficou com dúvidas quanto a Micromax. Ajudou mais tarde aos membros do Excalibur Kylun e Feron numa batalha contra Necron, usando seus poderes, ele ficou grande o bastante para esmagar Necron, ajudando aos heróis.
Depois de ver seu desempenho, Capitão Britânia pediu para que Micromax entrar para o Excalibur. Após algumas missões com Excalibur, ele renuncia seu cargo na FI6 do Reino Unido para afiliar-se à Corporação Brand, em Nova Jersey. Manteve sua identidade secreta por muito tempo. Chegou a ajudar os Vingadores contra o vilão Kang, o Conquistador.
Permaneceu na Inglaterra, como herói e agente do governo inglês.

### Guerra Civil
Durante a Guerra Civil, Micromax se uniu a Iniciativa e ajudou Bishop e Sabra a procurar os 198, pois tinham fugido da Mansão X com a ajuda de Dominó e Shatterstar. 
Após uma batalha contra Shatterstar, Micromax foi ferido, tendo que ser imediatamente socorrido. Sabra disse que Shatterstar era um assassino, mas este falou que "a denominação de assassino não se aplica à Guerra". É um dos heróis registrados na Iniciativa.

## Poderes e Habilidades
Micromax pode aumentar, diminuir ou redistribuir seu tamanho e massa corporal. Como agente especial, foi treinado por policiais.
Em seu traje possui um sistema de som pois este acredita que "toda cena de ação mereça uma trilha sonora". Recentemente apos ser atacado por shatterstar foi revelado que ele era um transmorfo, e que sua real aparencia era a de um anão.